# A Time to Love
A Time to Love is het 23ste studioalbum van Stevie Wonder. Het album werd op 27 september 2005 uitgegeven via iTunes, gevolgd door een uitgave op compact disc en elpee door Motown Records op 18 oktober 2005.
Het liedje "So What the Fuss", met Prince (gitaar) en En Vogue (zang), werd als eerste single van dit album uitgebracht. Op de B-kant hiervan stond een remix met rap van Q-Tip. De liedjes "Positivity" (met een kleine verwijzing naar zangeres Minnie Riperton), "From the Bottom of My Heart" en "Shelter in the Rain" (een ode aan ex-vrouw Syreeta Wright en broer Larry Hardaway) werden achtereenvolgens ook als singles uitgegeven.
De single "From the Bottom of My Heart" leverde hem een Grammy Award voor 'Best Male Pop Vocal Performance' op.

## Tracklist
| 1.                 | If Your Love Cannot Be Moved   | 6:12 |
| 2.                 | Sweetest Somebody I Know       | 4:31 |
| 3.                 | Moon Blue                      | 6:45 |
| 4.                 | From the Bottom of My Heart    | 5:12 |
| 5.                 | Please Don't Hurt My Baby      | 4:40 |
| 6.                 | How Will I Know                | 3:39 |
| 7.                 | My Love Is on Fire             | 6:16 |
| 8.                 | Passionate Raindrops           | 4:50 |
| 9.                 | Tell Your Heart I Love You     | 4:30 |
| 10.                | True Love                      | 3:32 |
| 11.                | Shelter in the Rain            | 4:19 |
| 12.                | So What the Fuss               | 5:04 |
| 13.                | Can't Imagine Love without You | 3:45 |
| 14.                | Positivity                     | 5;07 |
| 15.                | A Time to Love                 | 9:17 |
| Totale duur: 77:41 |                                |      |

## Medewerkers
Naast Stevie Wonder waren bij de opnamen van A Time to Love de volgende mensen betrokken:
"If Your Love Cannot Be Moved"
- Kirk Franklin - productie van het koorgedeelte
- Doug E. Fresh - beatbox
- Bryan Sledge, Desarae Johnson, Erica L. King, Jherimi Leigh Carter, Thomasina Atkins, Tony Burrel - koor
- Ara - Afrikaanse drums
- Kim Burrell - zang
- Kenya Hathaway, Lynne Fiddmont - achtergrondzang

"Sweetest Somebody I Know"
- Oscar Castro-Neves - gitaar

"Moon Blue"
- Keith John, Melody McCully - achtergrondzang

"From the Bottom of My Heart"
- Fred White, Lamont Van Hook, Phillip Jackson, Will Wheaton - achtergrondzang

"Please Don't Hurt My Baby"
- Barbara Wilson, Conesha Owens, Debra Laws, Devere Duckett, Gregory Curtis, Kevon Edmonds, Mabvuto Carpenter, Monique Debarge, Shirley Brewer, Timothy Johnson, Traci Nelson, Will Wheaton - achtergrondzang

"How Will I Know"
- Aisha Morris - zang
- Alex Al - basgitaar
- Trevor Lawrence Jr. - drums

"My Love Is On Fire"
- Nathan Watts - basgitaar
- Herman Jackson - toetsen
- Hubert Laws - fluit
- Doc Powell - gitaar
- Teddy Campbell - drums
- Keith John, Kristie Mingo, Lynne Fiddmont, Sebastian Mego, Tamiko Whitsett - achtergrondzang

"Passionate Raindrops"
- Paul Jackson - gitaar
- Munyungo Jackson, Paulinho da Costa - percussie
- Nathan East - basgitaar
- Ricky Lawson - drums

"Tell Your Heart I Love You"
- Bonnie Raitt - slide-gitaar, coproductie
- Tom Corwin - coproductie

"True Love"
- Mike Phillips - saxofoon
- Nathan East - basgitaar
- Ricky Lawson - drums

"Shelter in the Rain"
- Bryan Sledge, Desarae Johnson, Erica L. King, Jherimi Leigh Carter, Thomasina Atkins, Tony Burrel - koor
- Kirk Franklin - productie van het koorgedeelte
- Narada Michael Walden - drums

"So What the Fuss"
- Prince - gitaar
- En Vogue - achtergrondzang

"Can't Imagine Love without You"
- Morris O'Connor - gitaar
- Greg Phillinganes - elektrische piano
- Nathan Watts - basgitaar
- Teddy Campbell - drums

"Positivity"
- Aisha Morris - zang

"A Time to Love"
- Paul McCartney - gitaar
- Abbos Kosimov - dayereh (percussie)
- Munyungo Jackson - tan-tan, shekere (percussie)
- Francis Awe - beatbox
- Richie Gajata-Garcia - conga's
- The Los Angeles Inner City Mass Choir - koor
- India.Arie - zang
- Amir Sofa, Swapan Chaudhuri - tabla (percussie)
- Sebastian Mego - achtergrondzang

## Lijsten
Wonder bereikte met dit album de vijfde plaats in de Amerikaanse Billboard 200. In Europa waren de verkopen minder hevig. Het album haalde de albumlijsten van België (Wallonië (1 week met hoogste plaats 93), Denemarken (3 om 15), Finland (2 om 27), Frankrijk (12 om 19), Italië (1 om 16), Noorwegen (3 om 9), Spanje (1 om 81), Verenigd Koninkrijk (3 om 24), Zweden (5 om 9) en Zwitserland (5 om 24).

### Album Top 100
| Hitnotering: 22-10-2005 t/m 20-01-2006 | Hitnotering: 22-10-2005 t/m 20-01-2006 | Hitnotering: 22-10-2005 t/m 20-01-2006 | Hitnotering: 22-10-2005 t/m 20-01-2006 | Hitnotering: 22-10-2005 t/m 20-01-2006 | Hitnotering: 22-10-2005 t/m 20-01-2006 | Hitnotering: 22-10-2005 t/m 20-01-2006 | Hitnotering: 22-10-2005 t/m 20-01-2006 | Hitnotering: 22-10-2005 t/m 20-01-2006 | Hitnotering: 22-10-2005 t/m 20-01-2006 | Hitnotering: 22-10-2005 t/m 20-01-2006 | Hitnotering: 22-10-2005 t/m 20-01-2006 | Hitnotering: 22-10-2005 t/m 20-01-2006 | Hitnotering: 22-10-2005 t/m 20-01-2006 |     |
| Week:                                  | 1                                      | 2                                      | 3                                      | 4                                      | 5                                      |                                        |                                        |                                        | 6                                      | 7                                      | 8                                      | 9                                      | 10                                     |     |
| -------------------------------------- | -------------------------------------- | -------------------------------------- | -------------------------------------- | -------------------------------------- | -------------------------------------- | -------------------------------------- | -------------------------------------- | -------------------------------------- | -------------------------------------- | -------------------------------------- | -------------------------------------- | -------------------------------------- | -------------------------------------- | --- |
| Positie:                               | 54                                     | 51                                     | 55                                     | 86                                     | 90                                     | x                                      | x                                      | x                                      | 86                                     | 84                                     | 92                                     | 95                                     | 99                                     | uit |